# MPEG-2
MPEG-2 este un standard de compresie lossy audio/video lansat de Moving Picture Experts Group (MPEG) în anul 1995 (ISO/IEC 13818). 
MPEG-2 este o îmbunătățire a standardului MPEG-1, proiectat pentru a fi utilizat în special în codarea televiziunii digitale prin cablu (DVB-T) și satelit (DVB-S),  HDTV și pentru stocarea pe DVD. Standardul MPEG-2 este format din 11 părți.

## Componenta video
Specificațiile MPEG-2 video se află în standardul ISO/IEC 11172-2. MPEG-2 Partea a 2-a video este oficial cunoscut și ca H.262/ITU-T.
Compresia semnalului TV digital se face de la 270 Mbit/s la 2-6 Mbit/s, (aprox. 200:1 raport de compresie). În cazul televiziunii analog standard SDTV, compresia se face la o rată de 3 – 15 Mbit/s, iar în cazul televiziunii de înaltă definiție HDTV, rata de bit ajunge la (15 – 30) Mbit/s. Datorită acestor rate mari de compresie, se poate realiza combinarea mai multor programe sub forma unui singur flux de date care poate fi transmis în banda unui singur canal TV analogic. Standardul suportă codare video întrepătrunsă și scalabilă.

Potrivit standardului ISO/IEC 13818 reducerea vitezei de transmisie, prin micșorarea debitului de informație, se face parcurgând următorii pași:
- Reducerea irelevanței: 
  - Reducerea cuantizării semnalului obținut de la 10 biți la 8 biți
  - Reducerea rezoluției pe verticală a semnalului de culoare
  - Utilizarea transformatei cosinus discrete (DCT) urmată de cuantizare
- Reducerea redundanței:
  - Excluderea intervalelor de stingere pe verticală și pe orizontală
  - Modularea diferențială în cod a impulsurilor pentru imaginile în mișcare
  - Codare Huffman, codarea cu lungime variabilă
- Scanare în zigzag

| Aplicații MPEG-2 Video         | Rezoluție        | Debit      |
| ------------------------------ | ---------------- | ---------- |
| Divertisment (calitate MPEG-1) | 360 × 288 25 Hz  | 1,5 Mbps   |
| Televiziune digitală (4:2:0)   | 720 × 576 25 Hz  | 5-10 Mbps  |
| HDTV                           | 1920 × 1152 25Hz | 30-40 Mbps |

## Componenta audio
Partea a 3-a audio este definită prin standardul ISO/IEC 13818-3  pentru sisteme multicanal, până la 5.1. canale. Semnalul audio digital este compresat de la o rată de bit de 1,5 Mbit/s la 100-400 kbit/s.
MPEG-2 Partea a 7-a (ISO/IEC 13818-7) specifică un format audio nou, MPEG-2 AAC, cunoscut și sub numele MPEG-2 NBC.  Formatul Advanced Audio Coding (AAC) este mai eficient decât standardele audio anterioare MPEG, și este de asemenea mai puțin complicat decât predecesorul său, MPEG-1 Audio Layer 3, (MP3). AAC este un format multicanal (până la 48 de canale) la rate de eșantionare de 8-96 kHz, multilingvistic, și posibilități multiprogram. AAC este specificat și în standardul MPEG-4 Partea a 3-a.

## Extensii de fișiere
Extensii de fișiere MPEG-2: 
- .mpg
- .mpeg
- .m2v (MPEG-2 Elementary Video Stream)
- .m2a (MPEG-2 Elementary Audio Stream)
- .m2s (MPEG-2 Elementary Data Stream)
- .mp2v MPEG-2 Video File
- .mp3 Audio File
- .mpg2 MPEG-2 Video File
- .ts (MPEG-2 Transport Stream)
- .ps (MPEG-2 Program Stream)
- .vob (DVD Video Object)
- .vro (Video Recording Object)
- .mod (MPEG-2 Camcorder Recorded Video)
- .m2t (MPEG-2 HDV Video)
- .m2ts (Blu-ray BDAV Video) [6]